# Resonancia (mecánica)

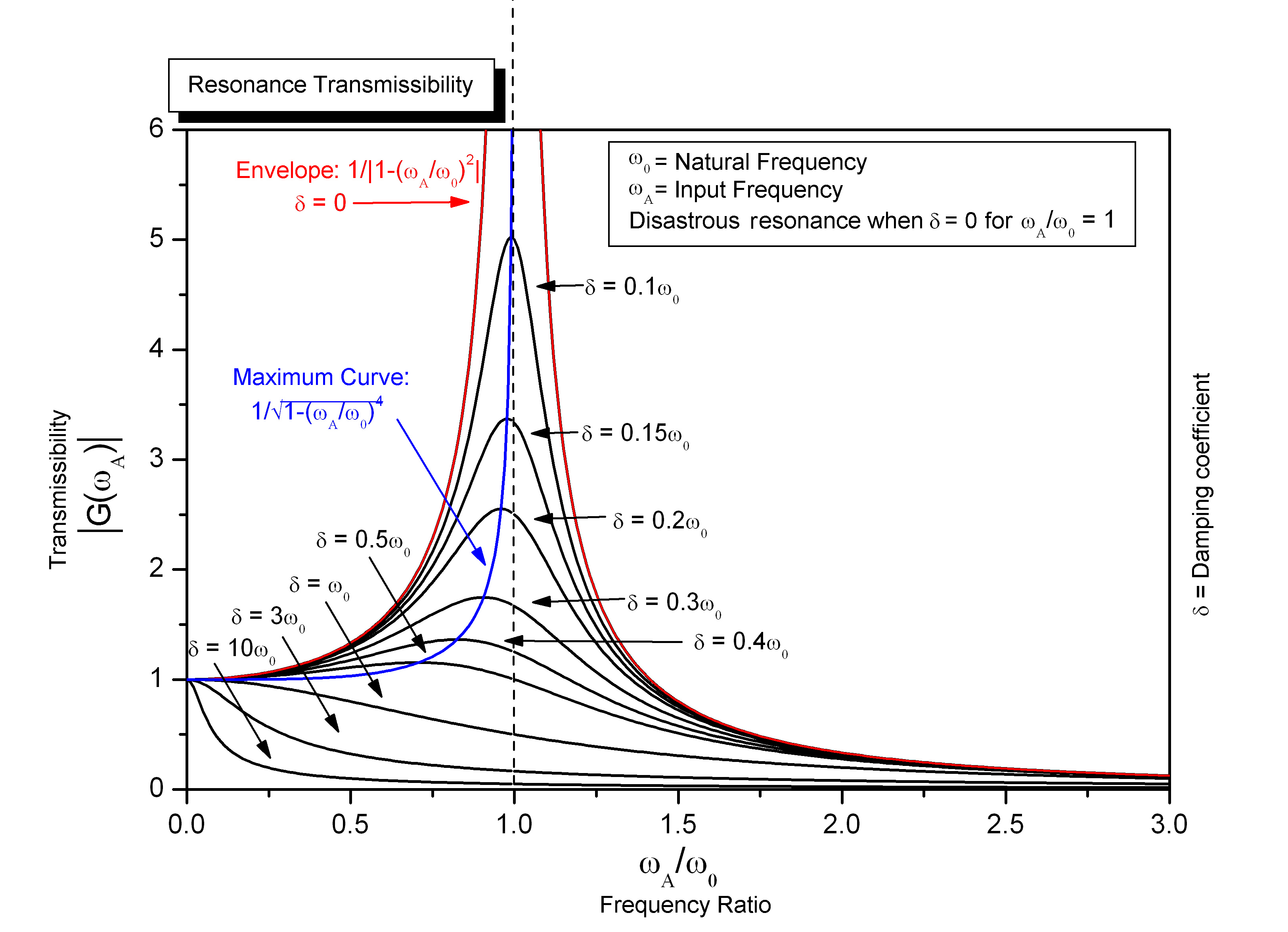
Efecto de resonancia mostrado para varias frecuencias de entrada y coeficientes de amortiguación.

La resonancia es un fenómeno que llega a un punto medio de movimiento de dos objetos de igual origen sin tener que interactuar con ellos y no llega a un punto máximo de amplitud.
En estas circunstancias el cuerpo vibra, aumentando de forma progresiva sin alcanzar un punto máximo. La amplitud del movimiento tras cada una de las actuaciones sucesivas de la fuerza. En teoría, si se consiguiera que una pequeña fuerza sobre un sistema oscilara a la misma frecuencia que la frecuencia natural del sistema se produciría una oscilación resultante con una amplitud indeterminada.
Este efecto puede ser destructivo en algunos materiales rígidos como el vaso que se rompe cuando una soprano canta y alcanza y sostiene la frecuencia de resonancia de este.
Una forma de poner de manifiesto este fenómeno consiste en tomar dos diapasones capaces de emitir un sonido de la misma frecuencia y colocados próximos el uno del otro, cuando hacemos vibrar uno, el otro emite, de manera espontánea, el mismo sonido, debido a que las ondas sonoras generadas por el primero presionan a través del aire al segundo.

## La caída del viejo puente Tacoma Narrows
El viejo puente de Tacoma Narrows ha sido popularizado en los libros de física como un ejemplo clásico de resonancia; sin embargo la descripción extendida no es del todo correcta. Este puente falló debido a la acción de unas fuerzas conocidas en el campo de la aerodinámica de puentes como fuerzas autoexcitadas, por un fenómeno conocido como fluttering o flameo las cuales empujando en forma periódica provocaron el aumento del movimiento del puente. Robert H. Scanlan, padre de la aerodinámica de puentes, escribió un artículo criticando este malentendido. Ningún puente se termina si no pasa la prueba del "tubo de viento".